# Anna-Elena Herzog
Anna-Elena Herzog (* 12. Juli 1987 in Hamburg) ist eine deutsche Unternehmerin und ehemalige Schauspielerin.

## Leben
Anna-Elena Herzog spielte die Rolle der Jana in der ersten Gruppe der Hauptdarsteller der Kinderserie Die Pfefferkörner (1999 bis 2005).
Des Weiteren wirkte sie in der Fernsehproduktion Ein Mann steht seine Frau (eine Folge) und in der Fernsehserie Alphateam – Die Lebensretter im OP mit.
2012 gewann sie zusammen mit Annika Malyska den Sonderpreis des Kieler GründerCups für ihr eigenes Modelabel Küstenmädchen. Zwischen 2013 und 2020 betrieben die beiden gemeinsam ein eigenes Geschäft in Kiel.

## Filmografie
- 1997: Die Feuerengel (Fernsehserie)
- 1997: Alphateam – Die Lebensretter im OP (Fernsehserie, 1 Folge)
- 1999–2004: Die Pfefferkörner (Fernsehserie, 37 Folgen)
- 2000: Ein Mann steht seine Frau (Fernsehserie, 1 Folge)